# 森いづみ
森 いづみ（もり いづみ、2月29日 - ）は、日本の作詞家、作曲家、編曲家、音楽プロデューサー。
株式会社bransic所属。　神奈川県出身。

## 経歴
5歳からクラシックピアノ、 15歳から作曲を始める。洗足学園音楽大学音楽・音響デザイン専攻卒業。
作曲を奥慶一に師事し、在学時代はオーケストレーションやジャズ理論を学ぶ。大学卒業後、劇伴音楽制作会社にて音楽プロデュース補佐及び作曲を経験した後、2017年にセルフマネージメントの作編曲家しての活動を経て、2019年に音楽制作クリエイター会社・bransicへ参加。
テレビアニメ、テレビドラマ、CM、ゲーム、アーティスト、映画の主題歌やBGMなどに楽曲を提供している。

## 楽曲を提供した主な作品
アニメ
- 『ぷにるはかわいいスライム』（劇伴/OPテーマ/EDテーマ 作詞・作曲・編曲）[4]

- 『ひみつのアイプリ』（劇伴/EDテーマ 作詞・作曲・編曲）[5]

- 『ひろがるスカイ！プリキュア　ボーカルベスト ～KIZUNA◇ダイアモンド～』（作曲・編曲）[6]

- 『プリキュア　ボーカルベストBOX 2018-2023〜キラキラKawaiiプリキュア大集合♪ ～よろこびの音～』（編曲）

- 『ひろがるスカイ！プリキュアLIVE2023 Hero Girls Live ～Max！Splash！GoGo！～キャラクターソングメドレー』（編曲）

- 『映画プリキュアオールスターズF〜テーマソング〜All For One Forever』（作曲・編曲）[7]

- 『ひろがるスカイ！プリキュア〜ボーカルアルバム～FLY TOGETHER!!!!!』（作曲・編曲）[8]

- 『ひろがるスカイ！プリキュア〜オリジナル・サウンドトラック1 プリキュア・サウンド・ミラージュ!!』（作曲・編曲）

- 『ひろがるスカイ！プリキュア 主題歌シングル～Hero Girls～』（作曲・編曲）[9]

- 『デリシャスパーティ♡プリキュア～オリジナル・サウンドトラック2～』（作曲・編曲）
- 『デリシャスパーティ♡プリキュア～ボーカルベスト～Delicious Ambitious！～』（作曲・編曲）
- 『デリシャスパーティ♡プリキュア～オリジナル・サウンドトラック1 プリキュア・デリシャス・サウンド!!』（作曲・編曲）
- 『デリシャスパーティ♡プリキュア〜後期ED主題歌シングル〜ココロデリシャス』（作曲・編曲）
- 『デリシャスパーティ♡プリキュア』ボーカルアルバム ～Welcome to Delicious Party～』（作曲・編曲）
- 『映画デリシャスパーティ♡プリキュア～夢みる♡お子さまランチ！～主題歌〜ようこそ、お子さま♡ドリーミア』（作曲・編曲）
- 『映画デリシャスパーティ♡プリキュア～わたしだけのお子さまランチ！～主題歌〜レッツ！ fun fun time!』（作曲・編曲）
- 『トロピカル～ジュ！プリキュア～ボーカルベスト』（作曲・編曲）
- 『トロピカル～ジュ！プリキュアLIVE～スペシャルCD』（作曲・編曲）
- 『トロピカル～ジュ！プリキュア～ボーカルアルバム～トロピカる！MUSIC BOX～』 （作曲・編曲）
- 『映画トロピカル～ジュ！プリキュア～プリキュア 雪のプリンセスと奇跡の指輪！』（作曲・編曲）
- 『映画ヒーリングっど♥プリキュア～ゆめのまちでキュン!っとGoGo!大変身!!～ED主題歌～やくそく』 （作曲・編曲）
- 『映画ヒーリングっど♥プリキュア～ボーカルベストアルバム ～We are Alive～』（作曲・編曲）
- 『映画ヒーリングっど♥プリキュア ゆめのまちでキュン！っとGoGo！大変身！！主題歌シングル&オリジナル・サウンドトラック』（作曲・編曲）
- アニメ『 鬼斬 』（劇伴(メインテーマ除く) /作曲・編曲）

ドラマ・映画・舞台
- 映画『お嬢と番犬くん』（劇伴/作曲・編曲）[10]

- 映画『GEMNIBUS vol.1』（「knot」劇伴/作曲・編曲）[11]

- ドラマ『からかい上手の高木さん』（第3話劇中曲「100%片想い」/作詞・作曲・編曲）

- 映画『彼女はいつも裏側を見せてくれない』（劇伴/作曲・編曲）
- 短編映画 『花咲く頃に、僕らは』（メインテーマ/作曲・編曲）
- Netflix 『ARASHI's Diary -Voyage-』（メインテーマ/作曲・編曲）
- 映画 『かぐや様は告らせたい〜天才たちの恋愛頭脳戦〜』（劇中ダンス曲/作曲・編曲）
- Youtube番組『ネスレ〜ネスカフェ沖縄コーヒープロジェクト』（劇伴/作曲・編曲）
- 映画『今夜、世界からこの恋が消えても』（劇中BGM/作曲・編曲）
- 映画『屍人荘の殺人』（スペシャル映像音楽/作曲・編曲）
- ドラマ『明日すべてわかるから〜失踪彼女〜』（劇伴/作曲・編曲）
- テレビ『上田晋也の日本メダル話「スゴいぞ！ラガーマン」』（作曲・編曲）
- テレビ『ぼくらの勇気 未満都市』（劇伴/編曲）
- ドラマ『パパ活』（タイトル音楽・劇伴(※共同)/作曲・編曲）
- ドラマ『民衆の敵〜世の中、おかしくないですか!?〜』（劇中曲・劇伴(※共同)/作曲・編曲）
- 映画『一週間フレンズ。』（劇中合唱曲/編曲）
- テレビ『内村てらす2』（劇伴/編曲）
- テレビ『世にも奇妙な物語-事故物件』（劇伴(※共同)/作曲・編曲）

アーティスト
- 『Star★Shiμ'ne!!!_1st シングル「1∞億光年パトロール」』（作詞・作曲・編曲）[12]

- 『22/7(ナナブンノニジュウニ)_11th シングル「あやふやな世界観」』 （作曲・編曲 / 作詞：秋元康）
- 『22/7(ナナブンノニジュウニ)_11th シングル「もう純情は邪魔なだけ」』 （作曲・編曲 / 作詞：秋元康）
- 『Apeace_13th シングル「Shake it up! -Hot Lips-」』 （作曲・編曲）
- 『アニメ「やくならマグカップも」_MUG-MO「扉を開けたら」カップリング曲「Let’s try it!!」』（作詞・作曲・編曲）
- 『サンドリオン_「タイムトラベル」』（編曲）
- 『EXILE TAKAHIRO_「Eternal Love」』（作曲・編曲）
- 『北川理恵〜オリジナルシングル〜ずっと隣でお似合いで』（作曲・編曲）
- 『北川理恵〜オリジナルシングル〜足跡ノスタルジー』（作曲・編曲）

ゲーム
- 『ひみつのアイプリ〜レッツ！アイプリ〜ゲームBGM』（作詞・作曲・編曲）
- Nintendo Switch『ファッションドリーマー』（BGM/作曲）
- 『ワッチャプリマジ！スタジオ〜ぱたのとあまねのプリマジミュージカル！』（作詞・作曲・編曲・コーラス）

- 『ワッチャプリマジ！スタジオ〜第5章〜クリスタル・イリュージョン』（作詞・作曲・編曲）
- 『ワッチャプリマジ！スタジオ〜第1,2章〜おしゃれプリンセス♡マジックスター!』（作詞・作曲・編曲）
- 『ワッチャプリマジ！「VIVIマジct☆STAR」』（作曲・編曲）
- 『ワッチャプリマジ！「私のミラクルステージ』（作曲・編曲）
- 『"ユージェネ"ヒロイン「アスタリスタ“ノラン”」オリジナルソロ楽曲「Borderline」』（作詞・作曲・編曲）
- 『"ユージェネ"ヒロイン「アスタリスタ“アオハ”」オリジナルソロ楽曲「たったひとつ」』（作詞・作曲・編曲）
- 『"ユージェネ"ヒロイン「アスタリスタ“さくら”」オリジナルソロ楽曲「Take the Dive」』（作詞・作曲・編曲）

Blu-ray＆DVD
- 『ひろがるスカイ！プリキュア 感謝祭』（作曲・編曲）[13]

- 『映画プリキュアオールスターズＦ』（作曲・編曲）